# 佐賀県の観光地

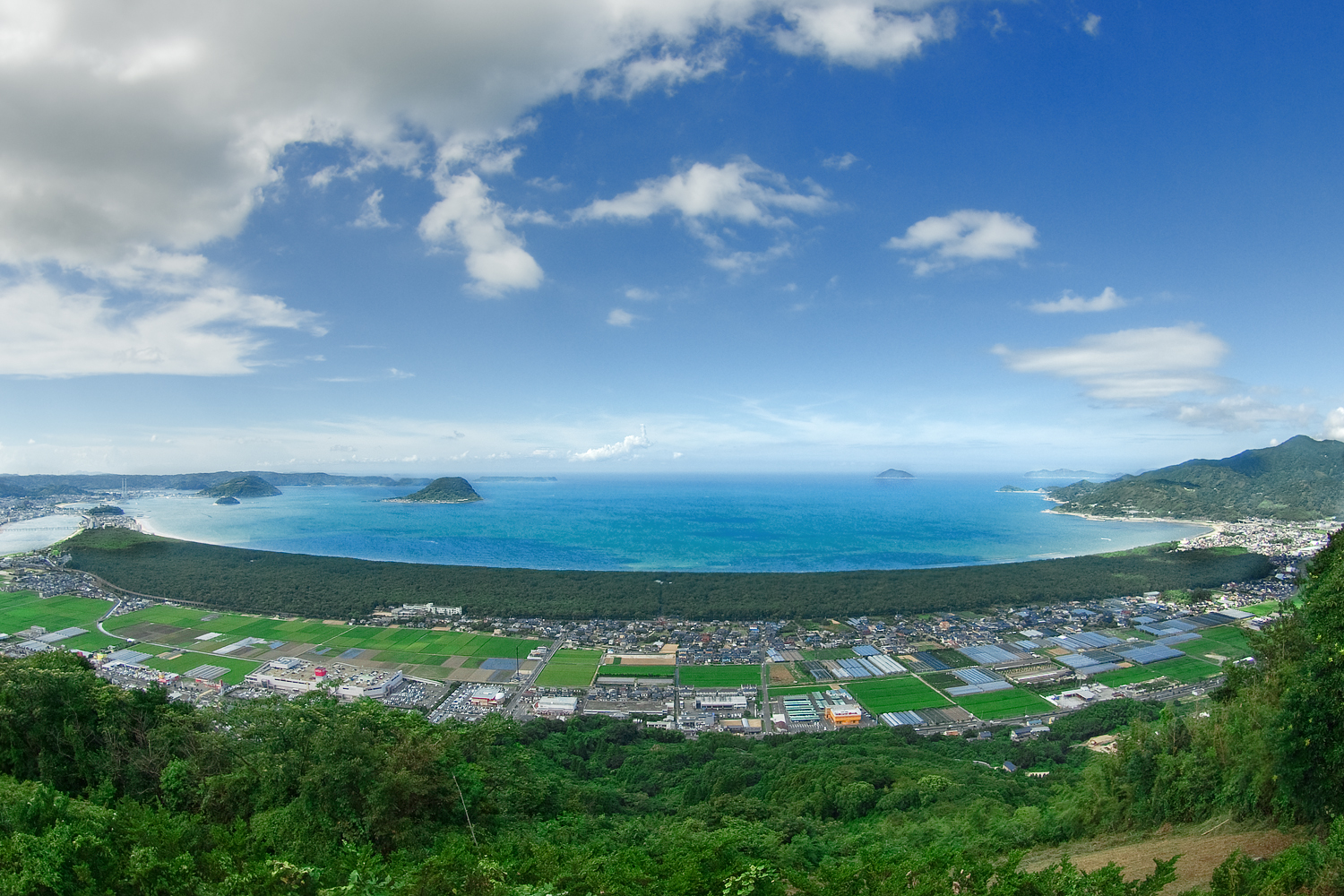
虹の松原（国の特別名勝）

佐賀県の観光地（さがけんのかんこうち）は、佐賀県内の主要な観光地等に関する項目である。

## 観光統計

### 市町別観光客数・消費額
2011年（平成23年）の観光客数および消費額。
| 順位 | 市町名     | 地区   | 観光客数（千人） | 消費額（千円） |
| ---- | ---------- | ------ | ---------------- | -------------- |
| 1    | 唐津市     | 西北部 | 7,602.0          | 26,303,125     |
| 2    | 佐賀市     | 中部   | 5,264.8          | 18,062,042     |
| 3    | 鹿島市     | 南部   | 3,210.7          | 2,666,870      |
| 4    | 有田町     | 西北部 | 2,069.7          | 6,218,967      |
| 5    | 嬉野市     | 南部   | 2,052.0          | 11,127,440     |
| 6    | 武雄市     | 南部   | 1,683.0          | 10,418,572     |
| 7    | 伊万里市   | 西北部 | 1,301.0          | 2,837,439      |
| 8    | 吉野ヶ里町 | 東部   | 1,194.6          | 897,334        |
| 9    | 神埼市     | 中部   | 1,143.3          | 630,948        |
| 10   | 鳥栖市     | 東部   | 1,060.6          | 3,896,632      |
| 11   | 太良町     | 南部   | 655.3            | 2,449,820      |
| 12   | 小城市     | 中部   | 490.3            | 1,410,375      |
| 13   | 玄海町     | 西北部 | 403.3            | 354,536        |
| 14   | 上峰町     | 東部   | 386.9            | 482,848        |
| 15   | 多久市     | 中部   | 353.0            | 1,479,169      |
| 16   | 白石町     | 南部   | 349.7            | 312,059        |
| 17   | みやき町   | 東部   | 155.1            | 419,281        |
| 18   | 基山町     | 東部   | 135.9            | 25,390         |
| 19   | 江北町     | 南部   | 64.0             | 422,600        |
| 20   | 大町町     | 南部   | 27.7             | 21,607         |
| 計   | 計         | 計     | 29,602.9         | 90,437,053     |

※順位は観光客数。

## 対象別

### 文化財等

#### 世界遺産
- 明治日本の産業革命遺産
  - 三重津海軍所跡

- 三重津海軍所跡

#### 国宝建築
なし

#### 国の名勝
- 虹ノ松原（唐津市） （特別名勝）
- 九年庵（神埼市）

- 九年庵

#### 特別天然記念物
なし

#### 重要伝統的建造物群保存地区
- 浜庄津町浜金屋町（鹿島市）
- 浜中町八本木宿（鹿島市）
- 塩田津（嬉野市）
- 有田内山（有田町）

- 浜庄津町浜金屋町
- 浜中町八本木宿
- 塩田津
- 有田内山

#### 重要文化的景観
- 蕨野の棚田

- 蕨野の棚田

#### 登録記念物
- 旧武雄邑主鍋島氏別邸庭園（御船山楽園）

- 旧武雄邑主鍋島氏別邸庭園（御船山楽園）

#### 重要文化財・史跡等
特別史跡
- 吉野ヶ里遺跡
- 基肄城跡
- 名護屋城跡並陣跡

- 吉野ヶ里遺跡
（国の特別史跡）
- 名護屋城跡
（国の特別史跡）
- 七ツ釜
（国の天然記念物）
- 佐賀城
（重要文化財）

#### 文化施設
博物館・美術館
- 佐賀県立博物館
- 佐賀城本丸歴史館
- 佐賀県立美術館

### 公園等

#### 国立・国定・国営公園
- 国定公園
  - 玄海国定公園
- 国営公園
  - 国営吉野ヶ里歴史公園

- 玄海国定公園
（唐津市浜玉町の浜）

#### ラムサール条約登録地域
- 東よか干潟
- 肥前鹿島干潟

- 東よか干潟

#### 県立自然公園
- 黒髪山県立自然公園（wikidata）
- 多良岳県立自然公園（wikidata）
- 天山県立自然公園（wikidata）
- 八幡岳県立自然公園（wikidata）
- 脊振・北山県立自然公園（wikidata）
- 川上・金立県立自然公園（wikidata）

- 脊振・北山県立自然公園

#### 県立都市公園
- 佐賀城公園
- 吉野ヶ里歴史公園
- 佐賀県立森林公園

- 佐賀城公園
- 佐賀県立森林公園

#### 大型公園・動物園・植物園・遊園地
大型公園
動物園・植物園・遊園地
- 神野公園こども遊園地
- 三瀬ルベール牧場 どんぐり村
- 中冨記念くすり博物館
- 松浦河畔公園
- 武雄・嬉野メルヘン村
- 肥前夢街道
- 有田ポーセリンパーク

- 神野公園
- どんどんどんの森

#### 恋人の聖地
- 大興善寺「契山」
- 浜野浦の棚田

- 大興善寺「契山」
- 浜野浦の棚田

### 祭事・行事等
- 佐賀インターナショナルバルーンフェスタ
- 白鬚神社の田楽 - 重要無形民俗文化財
- 見島のカセドリ - 重要無形民俗文化財
- 民俗芸能「御田舞」
- 小友祇園山笠
- 浜崎祇園山笠
- 呼子の大綱引
- 唐津くんち - 重要無形民俗文化財、ユネスコ無形文化遺産（山・鉾・屋台行事）
- 白鬚神社の田楽 - 重要無形民俗文化財
- 伊万里トンテントン祭り - 日本三大喧嘩祭り
- 有田陶器市

- 佐賀インターナショナルバルーンフェスタ
- 唐津くんち
- 伊万里トンテントン祭り
- 有田陶器市

## 地域別

### 佐賀地区
- 佐賀市 - 佐賀城跡、古湯温泉、三瀬ルベール牧場 どんぐり村、筑後川昇開橋、東よか干潟・干潟よか公園、神野公園、熊の川温泉、佐野常民と三重津海軍所跡の歴史館、金立公園・金立ハイウェイオアシス、佐嘉神社・松原神社、佐賀県立森林公園、佐賀バルーンミュージアム、白山神社、実相院、香椎神社、佐賀県立美術館、佐賀県立博物館、道の駅大和、徴古館、佐賀市歴史民俗館、金福寺、與止日女神社、川上峡、雄淵雌淵公園、三重津海軍所跡、佐賀インターナショナルバルーンフェスタ、白鬚神社の田楽、見島のカセドリ、古湯映画祭、佐賀城下栄の国まつり
- 小城市 - 清水の滝、千葉公園、小城公園、天山、須賀神社、村岡総本舗羊羹資料館、常福寺、海遊ふれあいパーク
- 多久市 - 聖岳、中央公園、多久聖廟（重文）、西渓公園

- 佐嘉神社
- 古湯温泉
- 清水の滝
- 多久聖廟

### 唐津・東松浦地区
- 唐津市 - 唐津城、虹ノ松原（特別名勝）、呼子朝市、宝当神社、名護屋城跡（特別史跡）・佐賀県立名護屋城博物館、旧唐津銀行本店、鏡山、波戸岬、加部島（風の見える丘公園、田島神社など）、呼子大橋、マリンパル呼子、屋形石の七ツ釜、唐津神社、道の駅桃山天下市、唐津湾、鳴神温泉ななのゆ、曳山展示場、諏訪神社、見帰りの滝、いろは島、鵜殿石仏群、正福寺、松浦佐用姫像、医王寺、旧高取家住宅（重文）、蕨野の棚田（重要文化的景観）、唐津くんち、相知くんち、浜崎祇園山笠、小友祇園山笠、納所くんち、灰ふり祭り、呼子大綱引き
- 玄海町 - 玄海エネルギーパーク、浜野浦の棚田

- 唐津城
- 呼子朝市
- 見帰りの滝

### 三神地区
- 鳥栖市 - 鳥栖プレミアム・アウトレット、御手洗の滝、中冨記念くすり博物館
- 基山町 - 大興善寺、本福寺、基山、基肄城跡（特別史跡）
- みやき町 - 宇佐八幡神社、白石神社、千栗八幡宮
- 上峰町 - 米多浮立
- 神埼市 - 脊振の眼鏡橋、九年庵、鳴滝、不動の滝、広滝のヒガンバナ、直鳥クリーク公園、仁比山神社
- 吉野ヶ里町 - 吉野ヶ里遺跡（特別史跡）、ひがしせふり温泉山茶花の湯、道の駅吉野ヶ里

- 基肄城跡
- 仁比山神社

### 伊万里・西松浦地区
- 伊万里市 - 伊萬里神社、大川内山（鍋島藩窯公園・伊万里鍋島焼公園など）、黒髪山、道の駅伊万里、円通寺、伊万里人工海浜公園、伊万里・有田焼伝統産業会館、いまり夢みさき公園、伊万里トンテントン祭り
- 有田町 - 有田焼の窯元、有田ポーセリンパーク、アリタセラ、チャイナ・オン・ザ・パーク、柿右衛門古陶磁参考館、トンバイ塀のある裏通り、陶山神社、有田温泉、佐賀県立九州陶磁文化館、小路庵、有田町有田内山伝統的建造物群保存地区（重伝建地区）、有田陶磁美術館、有田陶器市

- 伊萬里神社
- 陶山神社

### 杵藤地区
- 武雄市 - 武雄神社・武雄の大楠、御船山楽園、武雄温泉、武雄市図書館・歴史資料館、北方温泉、佐賀県立宇宙科学館、武雄・嬉野メルヘン村、慧洲園、高野寺、川古のクス、道の駅山内、大聖寺、桜山公園、黒髪山（雄岩雌岩など）
- 白石町 - 桜の里、有明海の干潟、道の駅しろいし
- 大町町 - 西福寺、土井家住宅、ソウケ市
- 江北町 - 龍澤寺、身代り観音
- 鹿島市 - 祐徳稲荷神社、道の駅鹿島、鹿島市浜庄津町浜金屋町（重伝建地区）、鹿島市浜中町八本木宿（重伝建地区）、有明海の干潟、蟻尾山公園、平谷温泉、鹿島ガタリンピック
- 嬉野市 - 嬉野温泉（シーボルトの湯など）、豊玉姫神社、轟の滝、志田焼の里博物館、嬉野お茶ちゃ村、肥前夢街道、ブーゲンハウス嬉野、立岩展望台、肥前吉田焼窯元会館、みゆき公園、塩田津（重伝建地区）
- 太良町 - 道の駅太良、竹崎城址展望台公園、大魚神社の海中鳥居、白浜海水浴場、たら竹崎温泉、多良岳

- 武雄温泉
- 土井家住宅
- 祐徳稲荷神社
- 嬉野温泉